# Lara Roxx
Pour les articles homonymes, voir Abitbol.
Lara Roxx (née le 12 décembre 1982 à Laval, Québec, au Canada), est le pseudonyme d'une actrice canadienne qui est devenue une inspiration et un modèle quand, en mars 2004, elle est la première des trois personnes connues en quatre ans à contracter le VIH tout en réalisant une vidéo pornographique américaine. Elle avait 21 ans lorsqu'elle est devenue la première femme hétérosexuelle non mariée, depuis que la maladie a été cliniquement observée en 1981, pour prêter publiquement sa voix à la sensibilisation au SIDA.

## Biographie
Lara Roxx est née Pascale Andrée Abitbol, la deuxième fille d'un père juif marocain et d'une mère franco-allemande.
Roxx est devenu célèbre en 2004 à 21 ans, après avoir été exposée au VIH lors d'une scène pornographique avec Darren James. Elle aurait contracté la maladie deux mois seulement après avoir fait sa première scène, une double pénétration anale. Lara Roxx a déclaré précédemment qu'elle comptait sur les normes de l'industrie en matière de VIH pour assurer sa sécurité.
Darren James et Lara Roxx ont été interdits de toute autre production pornographique aux États-Unis. Fin avril 2004, il a été confirmé que Jessica Dee et Marissa Arroyo, après avoir travaillé avec James, avaient également été testées séropositives.
Lara Roxx, en apprenant que Darren James était séropositif, a déclaré : « Cela m'a totalement fait réaliser à quel point je faisais confiance à ce système qui ne devait pas être fiable du tout, car il ne fonctionne évidemment pas », et : « je pensais que les pornos étaient les personnes les plus propres du monde. »
Elle est le sujet du film documentaire canadien Inside Lara Roxx (en), réalisé par la cinéaste et photographe canadienne Mia Donovan (en), qui explore l'infection par le VIH de Roxx en 2004 et sa vie depuis la fin de la couverture médiatique de cet incident,.
Elle a repris une vie normale, n'entretient plus de lien avec le monde du porno. Elle a mis sur pied la Fondation Lara Roxx pour venir en aide aux femmes atteintes du VIH. « L'important, c'est de montrer aux gens que le VIH n'est pas une affaire honteuse qu'on doit cacher à la société. C'est pas le fun d'avoir le VIH, mais ce n'est pas la fin du monde ni la fin de la vie non plus », dit-elle.

## Filmographie
- 2004 : 18 Year Old Pussy 2
- 2004 : Anal Teen Tryouts 4
- 2004 : College Dropouts 1
- 2004 : Cream Pie Initiations 2
- 2004 : Girly Gang Bang 2
- 2004 : International Booty 8
- 2004 : White Girls Suck and Swallow 1
- 2011 : Inside Lara Roxx (en)